# Åkeshovs arboretum

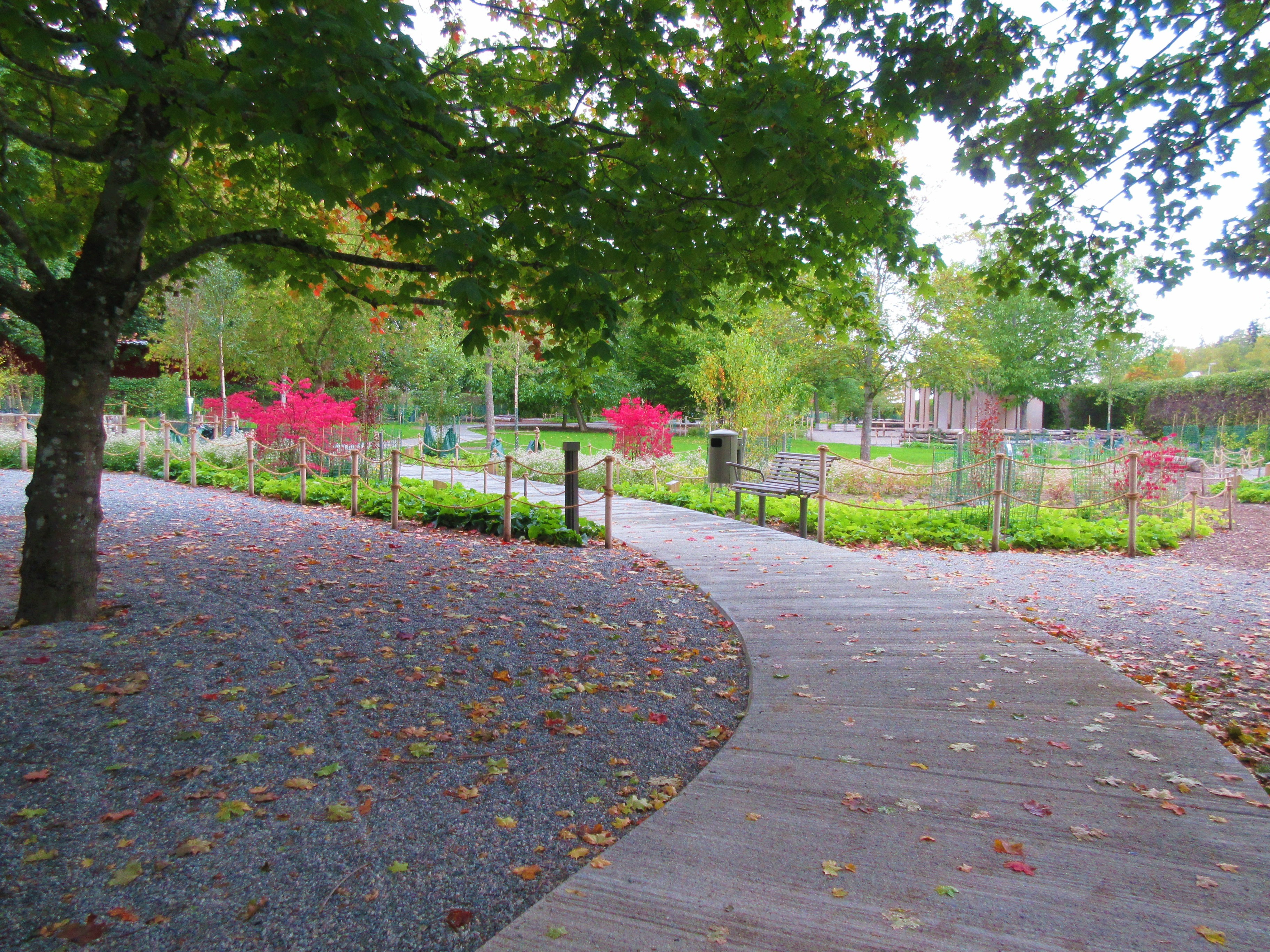
Åkeshovs arboretum i september 2021. Parken nyinvigdes den 7 september 2021.

Åkeshovs arboretum är ett arboretum i Bromma i västra Stockholm, anlagt under Kulturhuvudstadsåret 1998 i Stockholm. Det är ett rektangulärt område nära Åkeshovs tunnelbanestation, Åkeshovs slott och Judarskogens naturreservat, ca 100 meter väster om slottet intill tunnelbanans sträckning med ett hundstall på södra sidan.

## Allmänt
Åkeshovs arboretum är en pedagogisk park formgiven av LAND Arkitektur. Det har en slingrande gångväg som leder genom parken vidare mot Judarskogens naturreservat. Tillsammans med markvegetation och markmaterial skapar träden sex olika områden. De olika områdena i parken är Björkbrynet (A), Ängen (B), Boksalen (C), Körsbärslunden (D), Lövskogen (E) och Barrskogen (F). Varje trädart är representerad med en skylt som beskriver svenskt och latinskt namn, familj och ursprung för arten.
Parken är helt artificiellt (konstruktivt) skapad och sammansatt till skillnad mot skogens spontana vegetationsframväxt i olika biotoper och naturtyper. En samlingsplats med regnskydd finns centralt i parken för större och mindre grupper.
Häcken som omgärdar parken utgörs av en klippt hagtornshäck, den anlades till största del i det ursprungliga arboretumet, medan det varierande markskiktet är en del i den senare upprustningen.

## Historik
Till Kulturhuvudstadsåret 1998 anlades Åkeshovs arboretum efter en idé av dåvarande stadsträdgårdsmästaren Ulf Lindahl. Då planterade man sextio träd och av dessa var de flesta inhemska träd, men även ett antal så kallade exoter planterades. Exoter är främmande vedartade växter och dessa är trädarter som inte invandrat till Sverige på egen hand, utan förts in av människan. Exotiska samlingar kan också ha fokus på trädslag för ett visst område eller klimat.
Upprustningen av Åkeshovs arboretum pågick åren 2019-2021. Målet var att skapa en tillgänglig och pedagogisk plats som skulle fungera både som park och som en entré till Judarskogens naturreservat. Efterhand hade flera träd tagits bort, eftersom de hade skadats, dött eller blivit utkonkurrerade.

## Den biologiska mångfalden
Den biologiska mångfalden i parken rymmer totalt 64 trädarter. Parken innehåller även en mängd örter, lökväxter och buskar, som tillsammans med träden främjar de pollinerande insekterna och fågellivet från tidig vår och hela växtsäsongen. Av de 64 trädarterna är 40 träd nyplanterade. Arboretumet har flera så kallade faunadepåer, som består av samlingar av stockar och kvarlämnad död ved. Faunadepåerna ger förutsättningar till ett mer varierat insektsliv genom befrämjandet av vedlevande arter och att den biologiska mångfalden på platsen ska öka. På platsen lämnas därför döda träd för att gynna den biologiska mångfalden. Faunadepåernas utbredningsområde påverkas av placering, storlek, veddimension, trädslag och solexponering. Många insektsarter, främst skalbaggar, är beroende av gamla, döende eller döda träd för sin överlevnad. Innan skalbaggarna förvandlas till vuxna individer lever de som larver inuti murkna träd och grenar. Larverna är viktiga som mat åt bland annat hackspettar. Variationen av arter på platsen ger en stabilare natur och ett ekosystem som är mer motståndskraftig mot till exempel sjukdomar och klimatförändringar. Den blandade vegetationen ger färgstarka och stora årstidsväxlingar.

## Upprustning och nyinvigning 2021

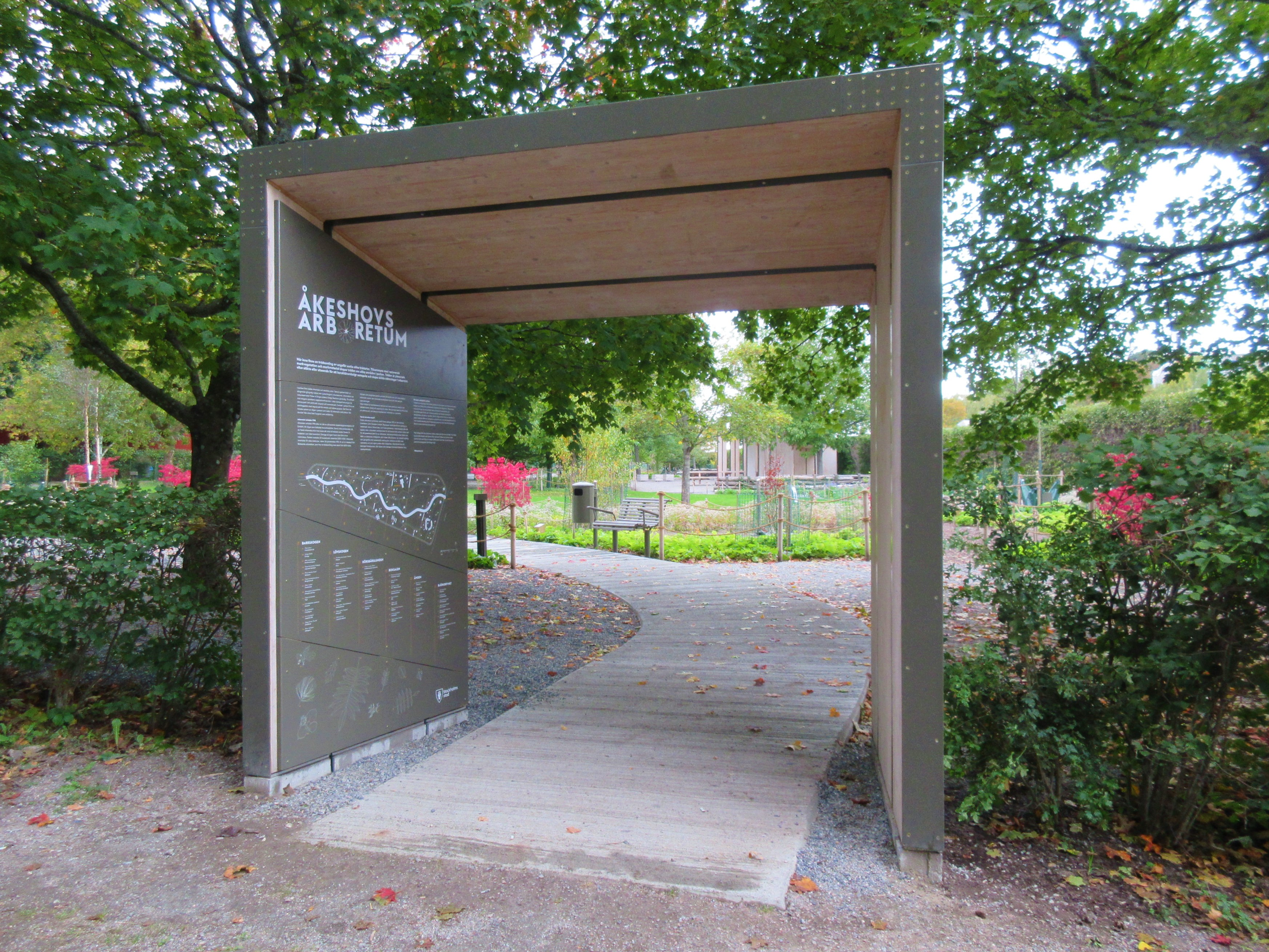
Entré till arboretum från Åkeshovs gårdsväg.

Under åren 2019-2021 upprustades Åkeshovs arboretum och i parken finns idag 64 olika trädarter, varav 21 är sparade från när parken anlades 1998. En trädart är hämtad från Ekolsunds arboretum, som har en trädsamling med anor från 1600-talet. I uppdraget för upprustningen av parken ingick att se över platsen i sin helhet, att göra arboretumet mer inbjudande, bland annat genom komplettering av väderskydd med sittplatser och att höja de rekreativa värdena.
Den 7 september 2021 nyinvigdes parken. Då närvarade stadsträdgårdsmästare Elisabeth Rosenquist Saidac, ordförande i Bromma stadsdelsnämnd Johan Paccamonti och trafikborgarrådet Daniel Helldén, som även planterade ett nytt träd, det sista trädet, en japansk hemlock, som tillhör hemlocksgransläktet (lat. Tsuga), ett släkte inom familjen tallväxter.
I parken finns nu några parkbänkar av modellen Stockholmssoffan. I Åkeshovs arboretum är Stockholmssoffan specialutformad med bockad stomme och 19 stycken smala träribbor i oljad ek, som ger en funktionell och stilren möbel. Redan under tidigt 1900-tal ritades denna modell och på Stockholmsutställningen 1930 presenterade arkitekten Osvald Almqvist denna parkbänk inför flera miljoner besökare. Almqvist blev sedermera Stockholms stadsträdgårdsmästare.
Åkeshovs upprustade arboretum nominerades till en av kandidaterna för Årets Stockholmsbyggnad 2022.
Juryns kommentar löd:
| ” | Ett pedagogiskt grönt rum för utflykt och lärande har fått en efterlängtad upprustning och ökad biodiversitet. En plats för naturen i staden och en plats till stadens invånare i naturen. Ett sinnrikt och lärande utbyte. | „ |

Parkens växter
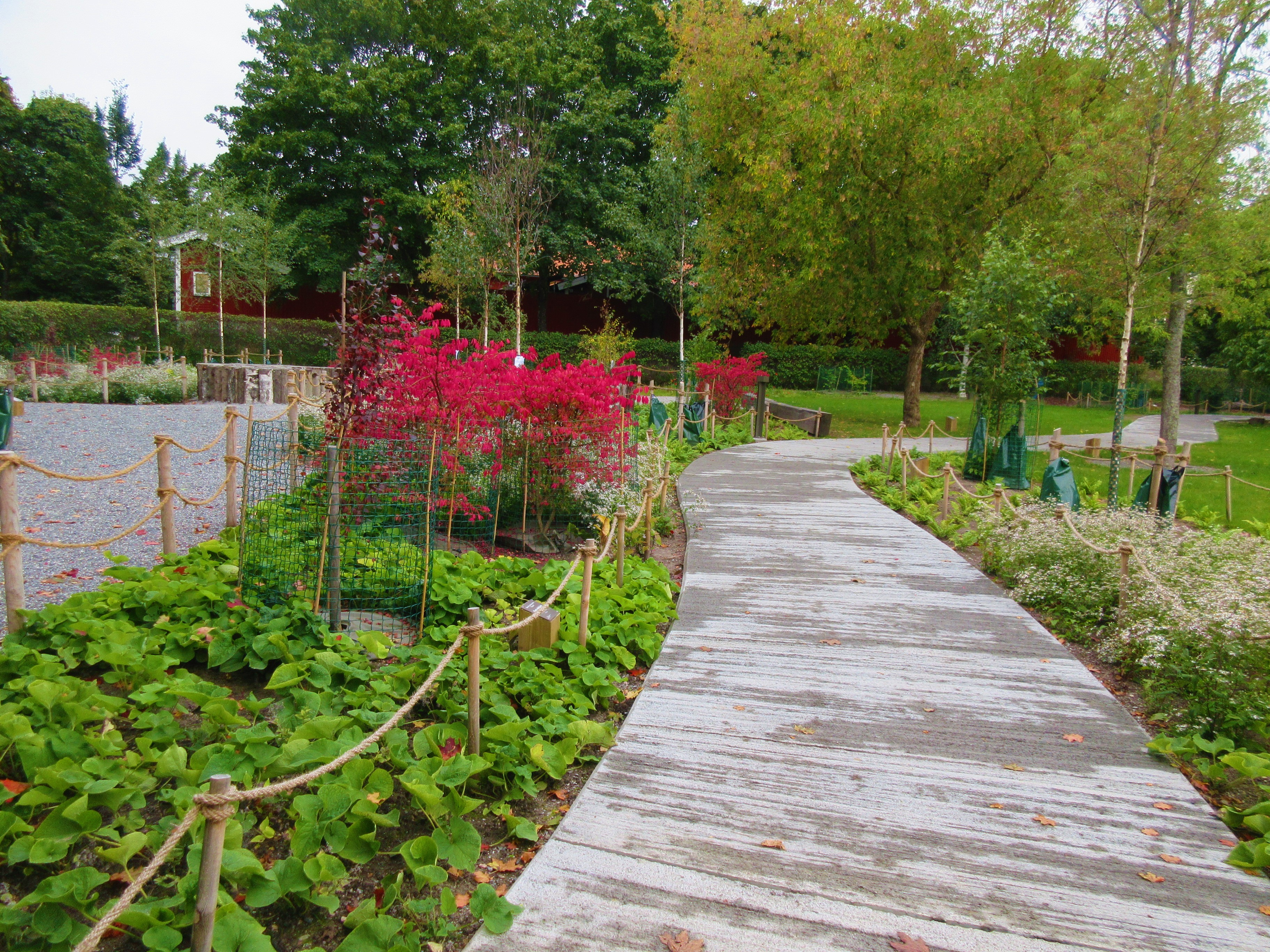
Slingrande promenadväg genom parken i Björkbrynet.
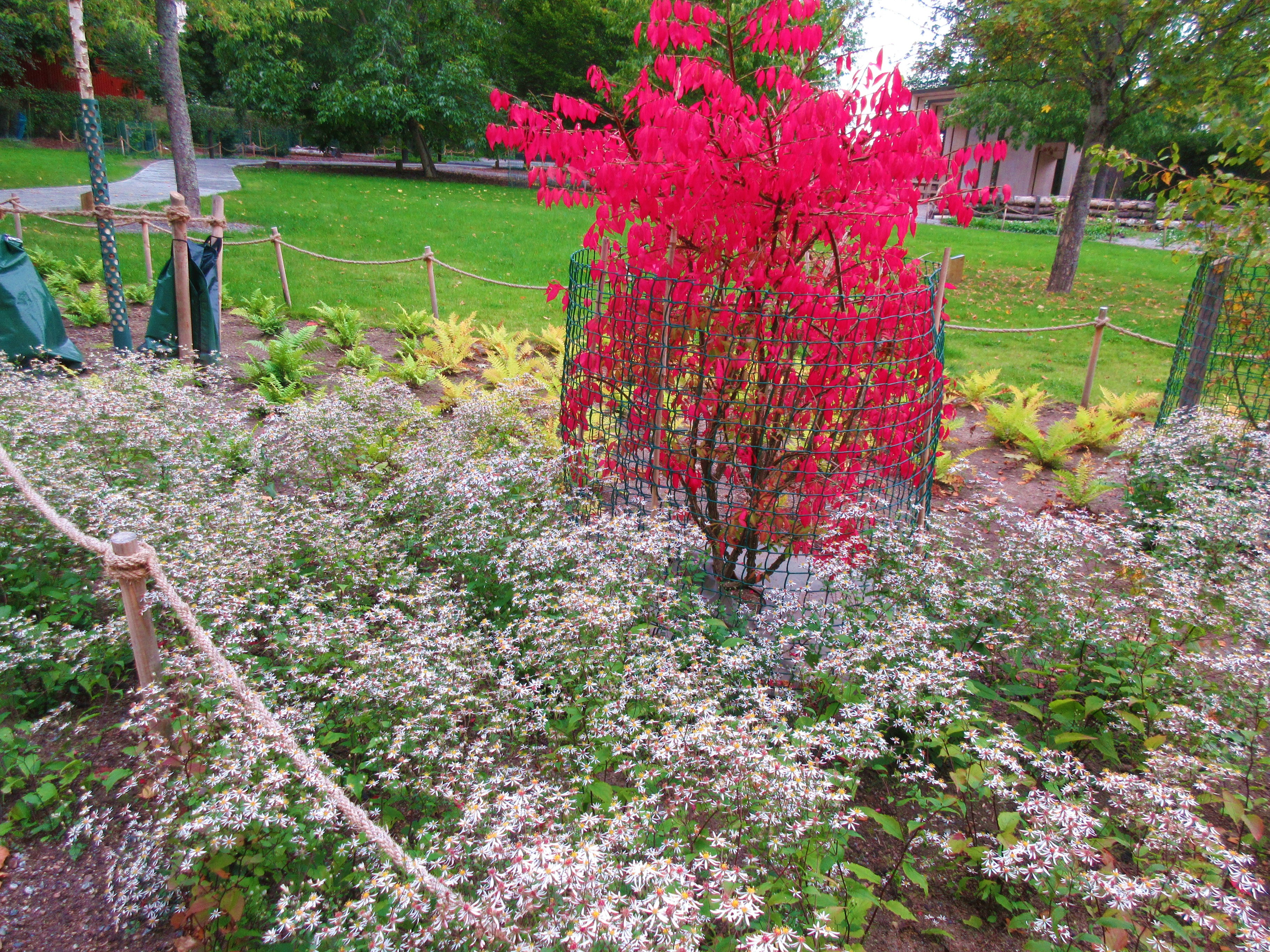
Vegetationen i parkområdet Ängen.
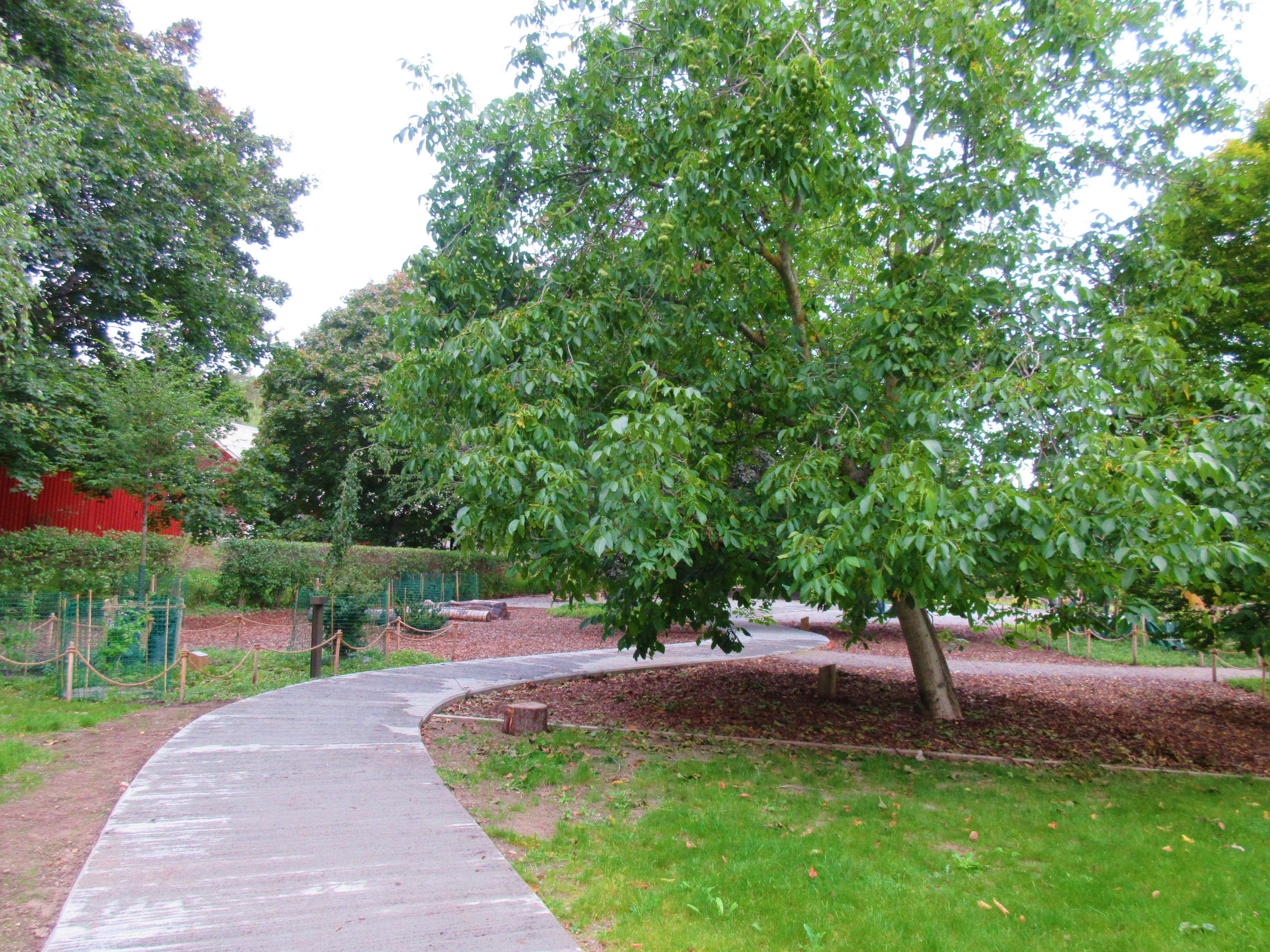
Äkta valnötsträd i Boksalen.
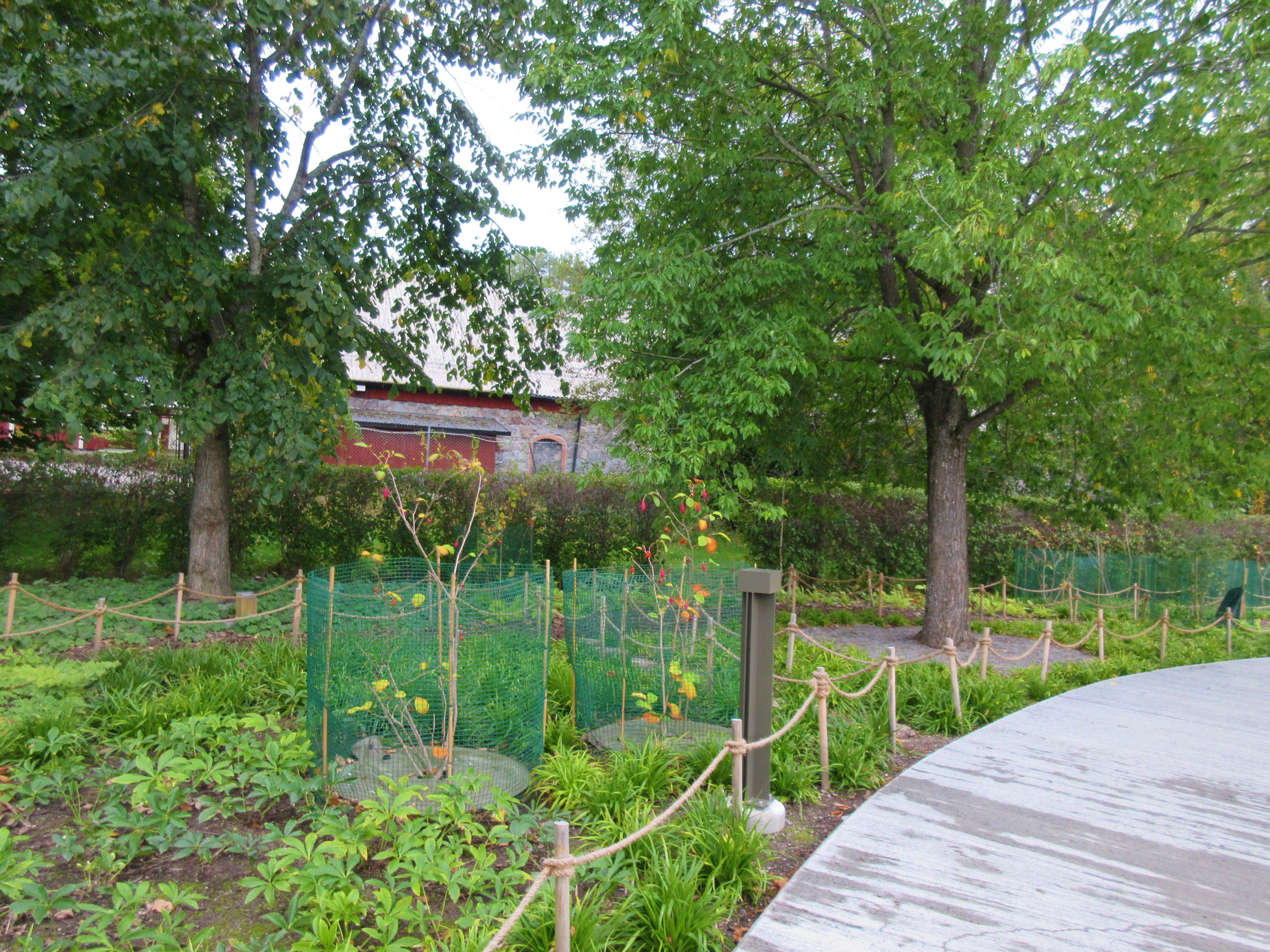
Träd i Körsbärslunden.
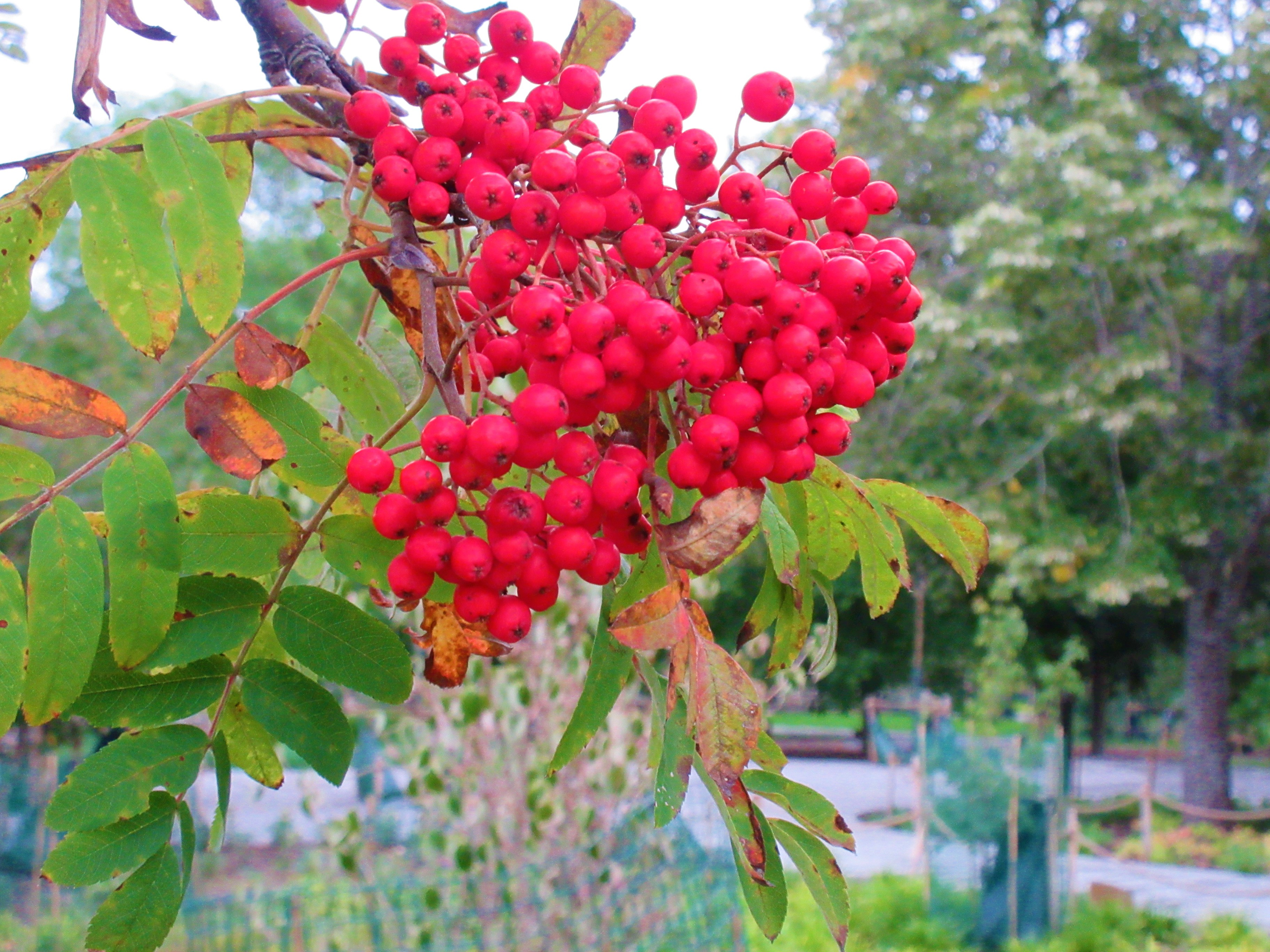
Rönnbär i Lövskogen.

Parkens inredning
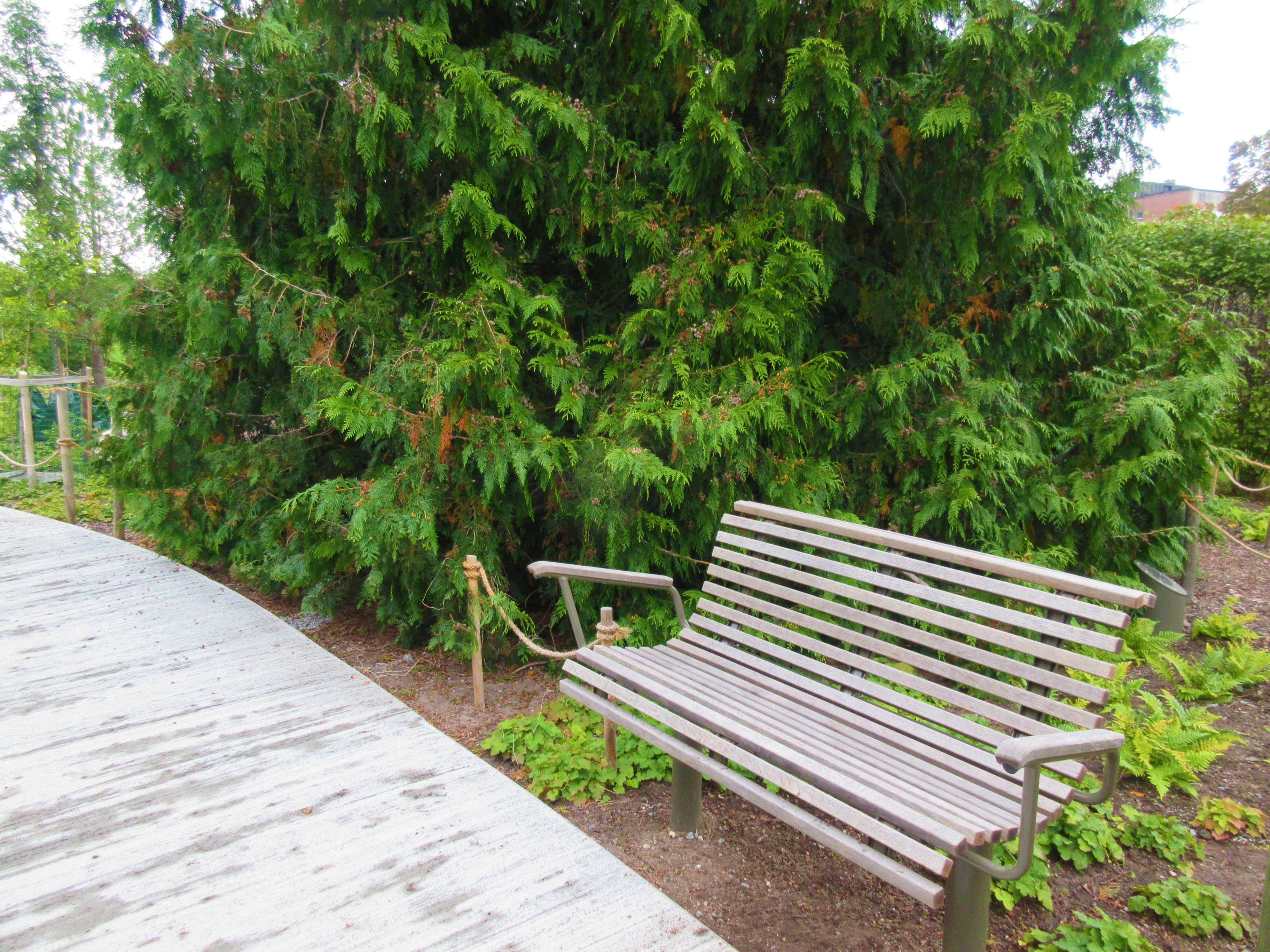
Parkbänken Stockholmssoffan i Barrskogen.
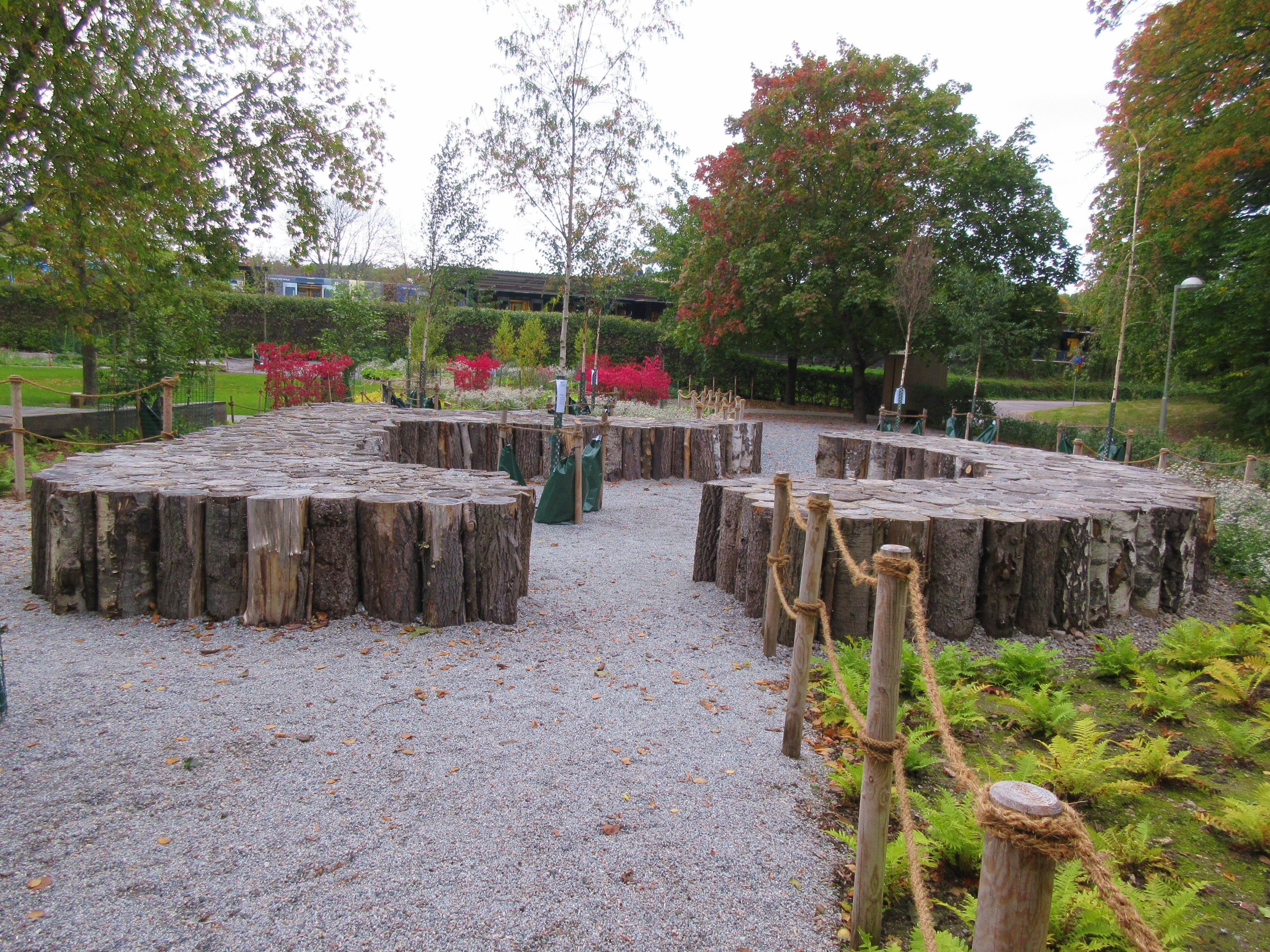
Stockar som fungerar som sittbänkar i Björkbrynet.
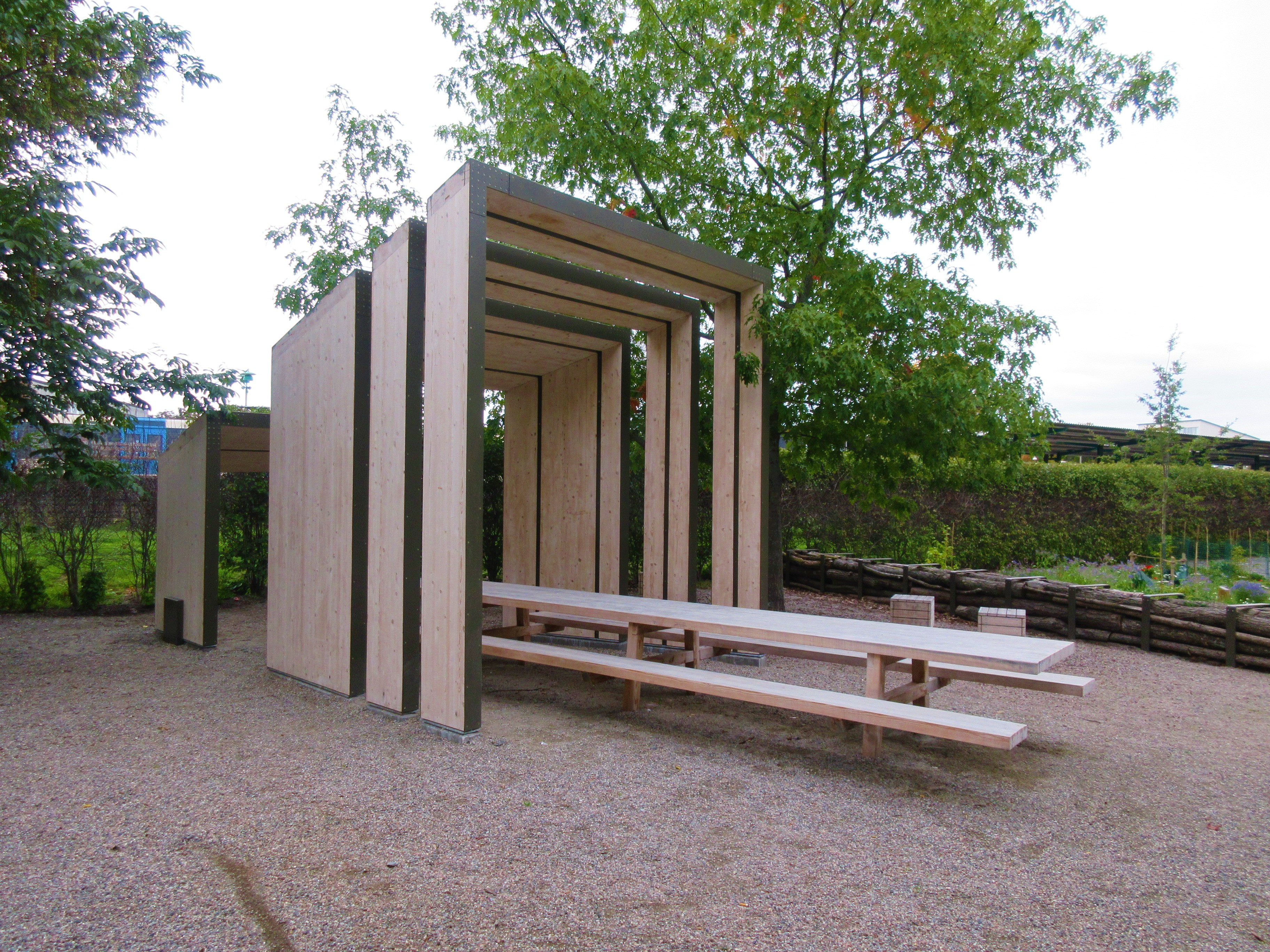
Samlingsplats med vindskydd i Boksalen.
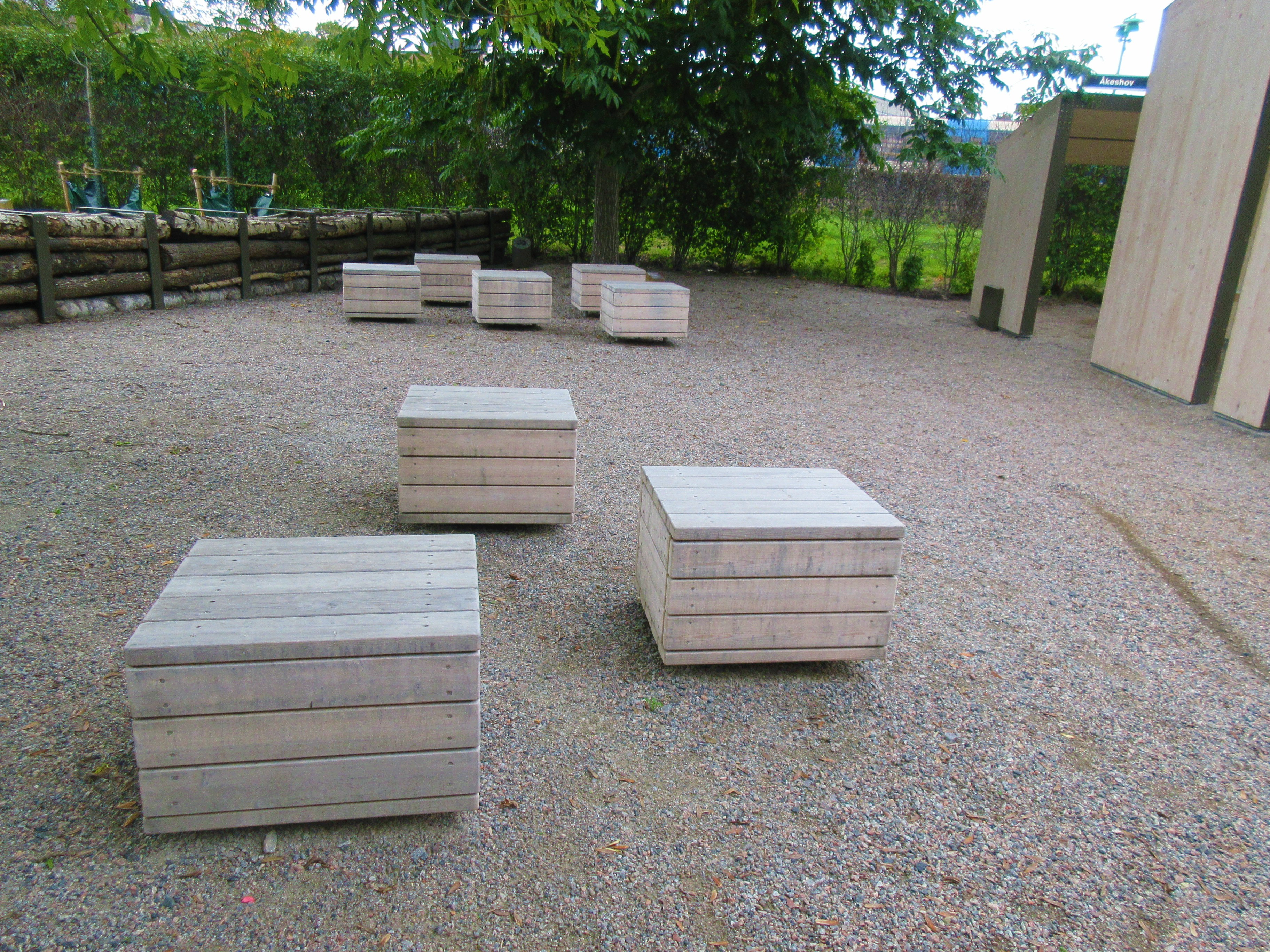
Sittbänkar av trä i Boksalen.
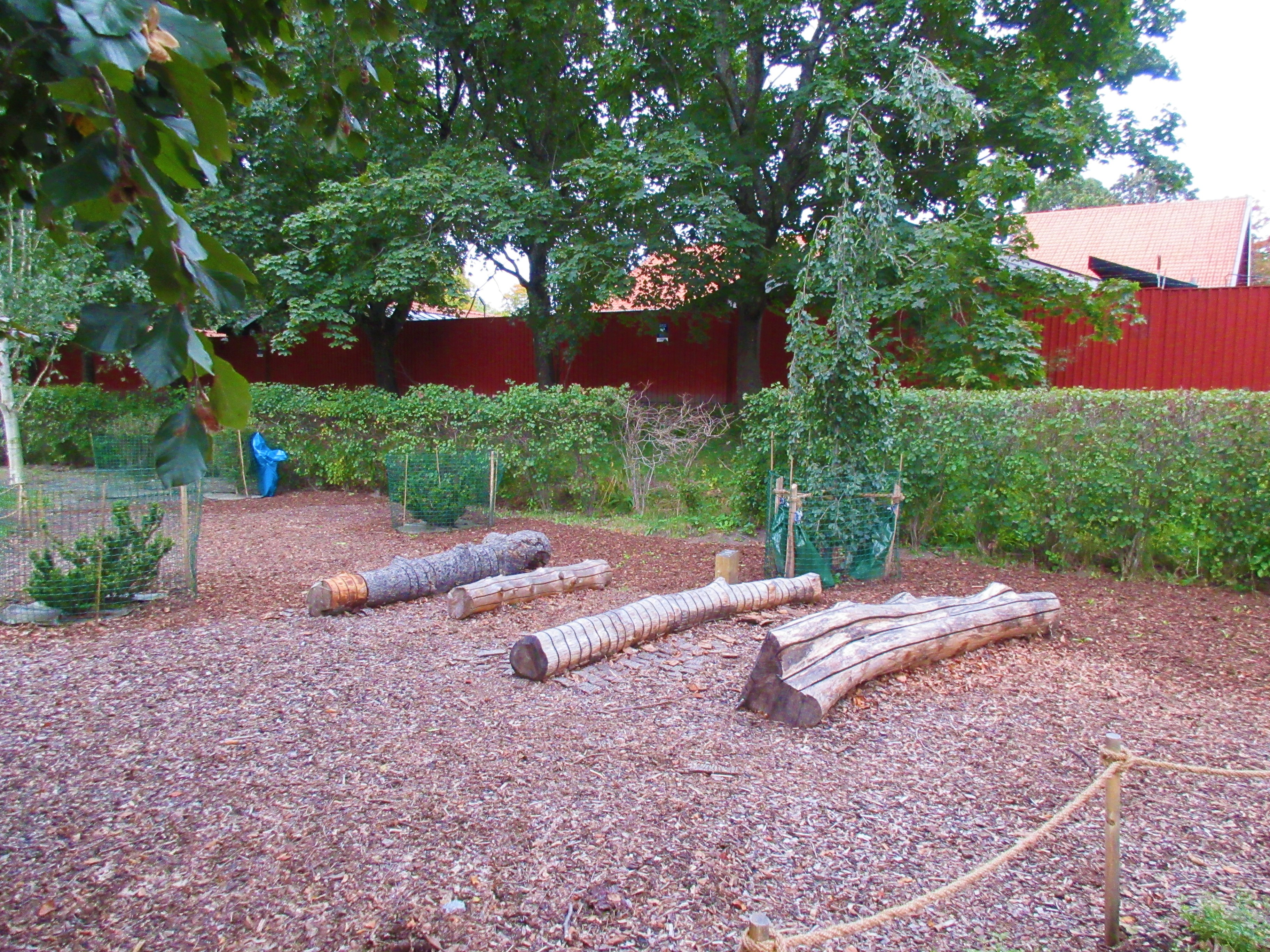
Faunadepå i Boksalen.